# Kamienica (powiat malborski)
Kamienica (niem. Blumstein) – wieś w Polsce położona w województwie pomorskim, w powiecie malborskim, w gminie Malbork na obszarze Wielkich Żuław Malborskich nad Nogatem.
W latach 1975–1998 miejscowość administracyjnie należała do województwa elbląskiego.
Dom podcieniowy Claasena z 1800 nie zachował się do czasów współczesnych.
Inne miejscowości o nazwie Kamienica: Kamienica